# Comuna Poleanivka, Melitopol
Poleanivka (în ucraineană Полянівка) este o comună în raionul Melitopol, regiunea Zaporijjea, Ucraina, formată din satele Lazurne, Mariivka, Poleanivka (reședința), Verhovîna și Zolota Dolîna.

## Demografie
Componența lingvistică a comunei Poleanivka
     Rusă (75,69%)
     Ucraineană (23,96%)
     Alte limbi (0,14%)
Conform recensământului din 2001, majoritatea populației comunei Poleanivka era vorbitoare de rusă (75,69%), existând în minoritate și vorbitori de ucraineană (23,96%).